# 아카바네정
아카바네정(赤羽根町)은 일본 아이치현 아쓰미군에 설치되었던 정이다. 2003년 8월 20일에 아쓰미군 다하라정에 편입돼 다하라정은 시로 승격해 다하라시가 되었다.

## 역사
- 1906년 7월 16일 - 하네촌, 다카마쓰촌, 와카토촌이 합병해 아카바네촌이 성립하였다.
- 1958년 11월 1일 - 아카바네촌이 정으로 승격해 아바카네정이 되었다.
- 2003년 8월 20일 - 아카바네정이 다하라정에 편입돼 다하라정은 동일 시로 승격해 다하라시가 성립하였다.

## 행정

### 정장
- 오바 요시시 (大羽義市)( - 2003년)

### 의회
- 의원정수:12명

### 재정
- 예산: 31억500만엔(2002년도 당초예산, 1만엔 미만을 삭감함)
- 공채비 비율 : 10.3% (2001년도 결산)
- 재정력지수: 0.35(2002년도)

### 마을 주민 헌장
우리는 밝고 살기 좋은 아카바네정의 발전을 목표로 마을 주민 한사람 한사람의 표어로서 이 헌장을 정합니다.
- 자연을 사랑하고 녹음이 우거진 마을을 만듭니다.
- 서로 도와 따뜻한 마을을 만듭니다.
- 건강에 유의하여 삶의 보람이 있는 마을을 만들겠습니다.
- 교양을 쌓고 문화가 높은 마을을 만듭니다.
- 향토를 자랑하며 활력있는 마을을 만들겠습니다.

## 교통

### 도로
- 국도 제42호선